# Knight Rider – Legenda se vrací
Knight Rider – Legenda se vrací (v anglickém originále Knight Rider) je americký televizní seriál navazující na seriál Knight Rider z 80. let. Značka inteligentního auta KITT, což je zkratka z Knight Industries Three Thousand, je Ford Mustang Shelby GT500KR.

## Děj
Je v podstatě podobný původnímu seriálu. Bývalý voják Mike Traceur, syn Michaela Knighta během první epizody Rytíř v zářivé zbroji změní identitu na Mikea Knighta. Stává se řidičem vozidla KITT – Knight Industries Three Thousand. Pracuje pro Knightovo centrum pod velením FBI. Šéfem tohoto zařízení je agentka Carrie Rivaiová a Alex Torres. V týmu pracuje také vědec a stavitel KITTa Dr. Charles Graiman, jeho krásná dcera Sarah, počítačový expert Billy Morgan a lingvistka Zoe Chaeová. Později se tým zmenší pouze na Mikea, Sarah, Billyho a Zoe a obnoví znovu FLAG (Nadace pro právo a pořádek). V originální verzi propůjčil hlas KITTovi populární herec Val Kilmer.

## Obsazení
| Justin Bruening       | Mike Traceur, Mike Knight       |
| Deanna Russo          | Sarah Graiman (Sára Graimanová) |
| Paul Campbell         | Billy Morgan                    |
| Smith Cho             | Zoe Chae                        |
| Bruce Davidson        | Charles Graiman (otec Sáry)     |
| Sydney Tamiia Poitier | Carrie Rivai (agentka FBI)      |
| Yancey Arias          | Alex Torres                     |
| David Hasselhoff      | Michael Knight (otec Mikea)     |

## Tvůrci
Na tvorbě seriálu se vystřídala řada scenáristů: Dave Andron, Glen A. Larson, Gary Scott Thompson, Philip Levens, Rob Wright, Patrick Massett, John Zinman, Rachel Mellon, Teresa Huang a Matt Pyken. Režírovali jej: David Solomon, Jay Chandrasekhar, Allan Kroeker, Bryan Spicer, Steve Shill, David Straiton, Leslie Libman, Alex Zakrzewski, Guy Norman Bee, J. Miller Tobin, Milan Cheylov, Jeffrey G. Hunt, Gary Scott Thompson a Nick Gomez.